# 豊見城警察署
豊見城警察署（とみしろけいさつしょ）は、沖縄県豊見城市(とみぐすくし)瀬長にある沖縄県警察管轄の警察署である。

## 所在地
- 沖縄県豊見城市字瀬長17-9（国道331号小禄バイパス沿い）

## 管轄区域
- 豊見城市
- 那覇市の以下の地域
  - 小禄支所管内（那覇空港も含む）
  - 奥武山町・山下町・垣花町

## 沿革
沖縄県内でもっとも事件・事故件数が多く、かつ全国の警察署の中でも110番の通報件数がかなり多い那覇警察署のひっ迫を解消するため、1997年（平成9年）に島尻郡豊見城村（現在の豊見城市）瀬長に設置した。庁舎は鉄筋コンクリート4階建てで、1996年10月から総工費13億円で建設された。
10月22日に開署式が行われた。管轄区域を那覇市小禄支所管内と山下・奥武山・垣花3町、そして豊見城村を那覇警察署から分離した。
当初は現在地の近くである那覇市小禄地区（具志・高良あたり）に「那覇南警察署」という名称で設置を検討していたが、当時市制移行を予定していた豊見城村の警察署設置要望が強かったため、設置場所を那覇市内から豊見城村（現在の豊見城市）に変更し、現在の名称となった。

## 警察署周辺
- 瀬長島
- 那覇空港自動車道豊見城東道路豊見城・名嘉地インターチェンジ（2008年暫定開通、2011年には小禄バイパスから直接高架橋で接続予定）
- 社会医療法人友愛会友愛医療センター

## 交番・駐在所
- 山下交番（那覇市奥武山町）
- 小禄交番（那覇市小禄4丁目）
- 高良交番（那覇市具志1丁目）
- 豊見城中央交番（豊見城市字宜保）2012年8月22日、道路拡張工事に伴い上田交番を移転して新設した。[4]
- 那覇空港警備派出所（那覇市鏡水・那覇空港ターミナル内）
- 豊崎交番（豊見城市豊崎）2023年3月14日 開所
- 座安駐在所（豊見城市字座安）

## かつて存在した交番、駐在所
- 豊見城駐在所（豊見城市字平良）